# Made in Abyss
Made in Abyss (japonsky メイドインアビス, Meido in Abisu) je japonská manga, kterou píše a kreslí Akihito Cukuši. Vychází od roku 2012 online na stránce Web Comic Gamma nakladatelství Takešobó. Souhrnně byla vydána v devíti svazcích. Pojednává o mladé dívce, která najde robotího kluka a spřátelí se s ním a společně klesají do strašlivé propasti Abyss, aby našli její matku.
Televizní anime seriál, na kterém pracovalo animační studio Kinema Citrus, byl premiérově vysílán od 7. července do 29. září 2017. Filmové pokračování mělo premiéru 17. ledna 2020 v Japonsku. Druhá řada anime seriálu byla ohlášena v roce 2021 a měla by mít premiéru roku 2022.
Ve výrobě je také akční hra na hrdiny studia Spike Chunsoft, která by měla vyjít na konzolích a osobních počítačích v roce 2022, a hraný film, jehož vývoj začal v roce 2021 a který režíruje Kevin McMullin.

## Příběh
Příběh se točí okolo sirotka jménem Riko, která žije v Belcherském sirotčinci, jenž se nachází ve městě zvaném Orth. Město bylo vybudováno na ostrově, které obklopuje moře Beoluska. Středem města je obrovská díra (propast), která je běžně nazývána Abyss. V Abyssu leží nespočetné množství artefaktů a pozůstatků po prastarých civilizacích. Díky tomu je tato propast světoznámá mezi horníky, kteří se zde nebojí riskovat život při honbě za artefakty. Avšak návrat z Abyssu může být dost nebezpečný, protože žádný horník se nevyhne takzvané „Kletbě Abyssu“. Ta zasáhne každého, kdo v Abyssu vystoupá nahoru víc než 10 metrů. Čím hlouběji se poutníci vydají, tím horší důsledky kletby jsou. Existuje pár horníků, kteří se vydali do nejnižších vrstev Abyssu, těmto legendárním horníkům se říká „Bílé píšťaly“, jedna z nich je matka hlavní hrdinky Riko, Lyza. 
Riko chce jít ve stopách své matky a vyřešit všechny záhady Abyssu. Jednoho dne, když Riko prozkoumává jeskyni, objeví robota. Pojmenuje ho Reg a jelikož vypadá jako člověk, Riko se s ním spřátelí. Po nějakém čase je Riko informována, že se našly předměty, které poslala její matka Lyza. U nich byl přiložen dopis, ve kterém stálo: „Čekám na tebe, na dně propasti.“ Riko se tedy rozloučí se svými přáteli a společně s Regem se vydají na výpravu do Abyssu. I přes to, že ví, že se z něj nikdy nebudou moci vrátit.

## Postavy

### Hlavní postavy
- Riko (japonsky リコ)

Dabing: Miju Tomita
Riko je 12letá dívka, která chce být slavná jako její matka, legendární hornice, Bílá Píšťala s přezdívkou „Lyza Ničitelka“, která započala svou poslední výpravu do Abyssu před deseti lety. Riko je horník ve výcviku, v Belcherském Sirotčinci, je začátečník a proto má Červenou Píšťalu. Tajně si přivlastnila jeden ze svých nálezů, Hvězdný kompas. Doufá, že ho využije při své výpravě do Abyssu. Riko nosí brýle, není to kvůli špatnému zraku, ale kvůli tomu že se své mamce narodila zrovna, když byla na výpravě v Abyssu.[ujasnit]
- Reg (japonsky レグ, Regu)

Dabing: Marija Ise
Robot, vypadající jako člověk. Nepamatuje si jak se jmenuje, jeho jméno Reg mu dala Riko, podle svého psa kterého dřív měla. Reg překvapivě dokáže konzumovat organické jídlo, i přes to že je to robot. Jeho mechanické ruce jsou prodlužovací, ze svých dlaní také dokáže střílet smrtící paprsek, který dokáže roztavit i kámen, Riko tento paprsek nazvala „Spalovna“.
- Nanači (japonsky ナナチ)

Dabing: Šiori Izawa
Nanači je tzv. „Přízrak“, v podobě zajíce. Když byla ještě člověk, byly se svou kamarádkou Mitty seslány dolů do šesté úrovně jako jeden z Bondrewdových experimentů. Po dokončení experimentu zůstala Nanači částečně člověkem, zatímco Mitty ztratila všechnu svoji lidskost. Stala se z ní jakási hrouda masa, byla ovšem nesmrtelná. Nanači už se nevydržela na Bondrewdovy pokusy na Mitty koukat a utekla společně s ní do čtvrté úrovně. Starala se o ni až do její smrti (zabili ji pomocí Regovy „Spalovny“). Potom se přidala k Riko a Regovi, a dále spolu cestovali do hlubin Abyssu.
- Mitty (japonsky ミーティ, Míti)

Dabing: Eri Kitamura
Neobvyklé stvoření, které žije s Nanači ve čtvrté úrovni Abyssu. V minulosti byla Mitty normální dívka (s červenými vlasy), která žila s Nanači a další skupinou sirotků v chudinské čtvrti, připomínající jeskyně. Kvůli nelidským pokusům, které na ni prováděl Bondrewd, je uzavřena v těle připomínajícím zdeformovanou kočku s velkou pusou, jedním okem a chováním jako přátelský pes. Nyní je nesmrtelná, jakékoli zranění se jí zahojí. Nanači nechce aby se trápila navždy, jelikož po její smrti by tu byla. Domluví se tedy s Regem a Mitty zabijí jeho „Spalovnou“. Takto může Mitty konečně najít svůj zasloužený klid.

### Belcherský sirotčinec
- Ředitel (japonsky 院長, Inčó)

Dabing: Jóko Sómi
- Džiruo (japonsky ジルオ) / Velitel (japonsky リーダー, Rídá)

Dabing: Taiši Murata
Mladý instruktor („Měsíční píšťala“) v Belcherském sirotčinci, bývalý student Lyzy, staral se o Riko po tom, co se narodila. Přestože je přísný, je velice ochotný, chápající a spravedlivý. Studenti ho obvykle nazývají Velitel. Je mu okolo 20 let. 
- Nat (japonsky ナット, Natto)

Dabing: Mucumi Tamura
Nat je kamarád Riko. Je jasné že k ní něco cítí, protože nejvíc odporoval tomu, aby se vydala do hlubin Abyssu.
- Shiggy (japonsky シギー, Šigí)

Dabing: Manami Numakura
Shiggy je další kamarád Riko. Pomohl jí schovat Rega, aby na něj v sirotčinci nepřišli. Také věděl o jejích plánech, které stály za výpravou za její mámou.
- Kijui (japonsky キユイ)

Dabing: Manami Hanawa
Nejmladší člen Belcherského sirotčince a jeden z kamarádů Riko.

### Horníci
- Habolg (japonsky ハボルグ, Haborugu)

Dabing: Tecu Inada
- Ózen (japonsky オーゼン)

Dabing: Sajaka Óhara
Bílá píšťala, známá jako „Nepřekonatelná Ózen“, má na starost Hledačský kemp ve druhé úrovni. Byla učitelkou Lyzy a pomohla jí odnést Riko zpět na povrch potom, co se narodila.
- Marulk (japonsky マルルク, Maruruku)

Dabing: Aki Tojosaki
„Modrá píšťala“ a Ózenin pomocník. Skamarádí se s Riko a Regem při jejich pobytu v kempu.
- Lyza (japonsky ライザ, Raiza)

Dabing: Maaja Sakamoto
Ričina matka. Jedna z mála horníků, kteří si drží titul Bílé píšťaly, byla nazývána „Lyza Ničitelka“.
- Bondrewd (japonsky ボンドルド, Bondorudo)

Dabing: Tošijuki Morikawa
Bílá píšťala se špatnou pověstí, „Bondrewd Román“ má na starost Idofront, hornickou operační základnu v páté úrovni. Je zodpovědný za několik neetických experimentů prováděných na dětech, včetně transformace Nanači a Mitty do „Přízraků“. Jeho laboratoř je na místě dříve využíváném k rituálům. Idofront je jediný vstup do šesté úrovně.

## Média

### Manga
Akihito Cukuši začal publikovat mangu Made in Abyss v roce 2012 na internetové stránce Web Comic Gamma, kterou provozuje společnost Takešobó. Od té doby byla souhrnně vydána v devíti svazcích tankóbon. V roce 2017 americké nakladatelství Seven Seas Entertainment během své prezentace na Anime Expo oznámilo, že mangu licencovalo a přeloží do angličtiny.
Antologie mangy Made in Abyss Official Anthology: Došigataki tankucuka-tači (メイドインアビス公式アンソロジー　度し難き探窟家たち) byla vydána 29. června 2017. Anglický překlad vydalo nakladatelství Seven Seas 6. října 2020.

#### Seznam svazků
| Č. | Datum vydání      | ISBN              |
| -- | ----------------- | ----------------- |
| 1  | 31. července 2013 | 978-4-8124-8380-0 |
| 2  | 30. června 2014   | 978-4-8124-8716-7 |
| 3  | 20. června 2015   | 978-4-8019-5274-4 |
| 4  | 30. dubna 2016    | 978-4-8019-5516-5 |
| 5  | 26. prosince 2016 | 978-4-8019-5720-6 |
| 6  | 29. července 2017 | 978-4-8019-6011-4 |
| 7  | 27. července 2018 | 978-4-8019-6339-9 |
| 8  | 30. května 2019   | 978-4-8019-6627-7 |
| 9  | 27. července 2020 | 978-4-8019-7029-8 |

### Anime
V prosinci 2016 byla oznámena adaptace mangy ve formě televizního anime seriálu. První řada čítající 13 dílů byla premiérově vysílána od 7. července do 29. září 2017 na televizních stanicích AT-X, Tokyo MX, TV Aiči, Sun TV, KBS Kjóto, TVQ, Saga TV a BS11 a finální epizodou se stal hodinový speciál. Z hlediska příběhu pokryla řada první až třetí svazek. Na seriálu pracovalo studio Kinema Citrus, jeho režisérem se stal Masajuki Kodžima a scenáristou Hidejuki Kurata a postavy navrhl Kazučika Kise. Hudbu k němu složil australský hudebník Kevin Penkin. Dabérky hlavních postav, Miju Tomita a Marija Ise (Riko a Reg), ztvárnily úvodní znělku „Deep in Abyss“ a ve spolupráci s Šiori Izawou (Nanači) i závěrečnou znělku „Tabi no hidarite, saihate no migite“.
Dne 4. ledna 2019 byl vydán první kompilační film Gekidžóban sóšúhen Made in Abyss: Tabidači no joake (劇場版総集編 メイドインアビス 旅立ちの夜明け) a 18. ledna téhož roku druhý kompilační film Gekidžóban sóšúhen Made in Abyss: Hóró suru tasogare (劇場版総集編 メイドインアビス 放浪する黄昏). V prvním jsou zrekapitulovány epizody jedna až osm a objevují se v něm i nové scény, ve druhém jsou pak zrekapitulovány zbývající epizody devět až třináct. V listopadu 2017 bylo oznámeno pokračování.
Po vydání prvního kompilačního filmu bylo odhaleno, že se jedná o filmové pokračování, které nese název Gekidžóban Made in Abyss: Fukaki tamašii no reimei (劇場版メイドインアビス 深き魂の黎明). Mělo premiéru 17. ledna 2020 v Japonsku. Po premiéře filmu Fukaki tamašii no reimei bylo ohlášeno nové pokračování, zpočátku však nebylo jasné, zdali se bude jednat o nový seriál nebo film. Až 5. května 2021 bylo oznámeno, že se jedná o druhou řadu seriálu, která se oficiálně jmenuje Made in Abyss: Recudžicu no Ógonkjó a měla by mít premiéru v roce 2022.
V Severní Americe odkoupila vysílací práva seriálu společnost Sentai Filmworks, ve Spojeném království a Irsku MVM Films a v Austrálii a na Novém Zélandu Madman Entertainment. Mimo jiné získalo Sentai Filmworks práva dvou kompilačních filmů a během prezentace na Anime Expo v roce 2019 oznámilo, že licencovalo film Fukaki tamašii no reimei pod anglickým názvem Dawn of the Deep Soul.

### Videohra
V květnu 2021 byla oznámena 3D akční hra na hrdiny zasazená ve světě Made in Abyss, na jejíž příběh dohlíží autor mangy Cukuši. Jmenuje se Made in Abyss: Binary Star Falling into Darkness a pracuje na ni studio Spike Chunsoft. Mimo jiné by měla být plně nadabována v angličtině a japonštině. Na trh by měla být uvedena celosvětově roku 2022, a to na herních konzolích PlayStation 4 a Nintendo Switch a službě Steam.

### Hraný film
V červnu 2021 bylo ohlášeno, že americké studio Columbia Pictures vyvíjí hraný film. Producenty se stali Roy Lee a Masi Oka a na režisérské křeslo usedl Kevin McMullin.

## Přijetí
Manga byla nominována na 11. ročníku ocenění Manga taišó a dostala dohromady 40 bodů, díky čemuž skončila na osmém místě. Seriálovou adaptaci pozitivně ohodnotila řada kritiků, kteří seriál zároveň považují za jedno z nejlepších anime roku 2017. V roce 2018 zvítězil na Anime Awards společnosti Crunchyroll v kategoriích anime roku a nejlepší hudba.